# Batesville (Arkansas)
Pour les articles homonymes, voir Batesville.
La ville de Batesville est le siège du comté d'Independence, dans l'Arkansas, aux États-Unis. Sa population s’élevait à 10 248 habitants lors du recensement de 2010, estimée à 10 727 habitants en 2017.

## Démographie
| 1850 | 1860 | 1870 | 1880  | 1890  | 1900  |
| ---- | ---- | ---- | ----- | ----- | ----- |
| 848  | 920  | 881  | 1 264 | 2 150 | 2 327 |

| 1910  | 1920  | 1930  | 1940  | 1950  | 1960  |
| ----- | ----- | ----- | ----- | ----- | ----- |
| 3 399 | 4 299 | 4 484 | 5 267 | 6 414 | 6 207 |

| 1970  | 1980  | 1990  | 2000  | 2010   | 2020   |
| ----- | ----- | ----- | ----- | ------ | ------ |
| 7 209 | 8 447 | 9 187 | 9 445 | 10 248 | 11 191 |

## Transports
Batesville possède un aéroport (code AITA : BVX).

## Source
- (en) Cet article est partiellement ou en totalité issu de l’article de Wikipédia en anglais intitulé « Batesville, Arkansas » (voir la liste des auteurs).